# Naissance en 953
Naissance
- 949
- 950
- 951
- 952
- 953
- 954
- 955
- 956
- 957

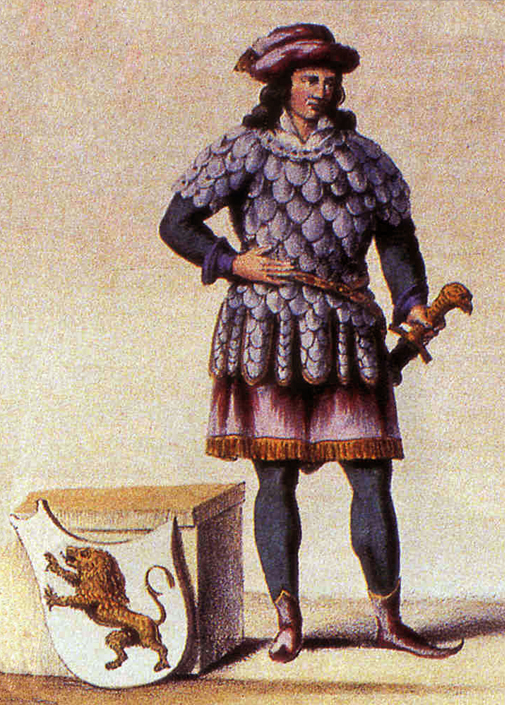
Charles de Basse-Lotharingie, né en 953.

Cette page dresse une liste de personnalités nées au cours de l'année 953 :
- Été : Charles de Basse-Lotharingie, prince carolingien, fils du roi Louis IV d'Outremer et de Gerberge de Saxe, duc de Basse-Lotharingie et prétendant au royaume des Francs.

- Al-Karaji, mathématicien et ingénieur.
- Fakhr ad-Dawla Ali[1], émir du Jibâl, puis émir du Jibal, d'Hamadân, du Gorgan et du Tabaristan.
- Fujiwara no Korenari, courtisan japonais de l'époque de Heian.
- Kisai Marvazi (en), poète perse.
- Fujiwara no Michitaka, noble de la cour (kugyō) et l'un des régents Fujiwara puisqu'il a servi comme kanpaku.
- Watanabe no Tsuna, samouraï japonais, obligé de Minamoto no Yorimitsu.
- Xiao Yanyan, impératrice khitan de la dynastie Liao de la Chine impériale.
- Guo Zongxun (en), empereur de Chine.

## Crédit d'auteurs
- Cet article est partiellement ou en totalité issu de l'article intitulé « 953 » (voir la liste des auteurs).